# Piccole suore dell'Annunciazione
Le Piccole Suore dell'Annunciazione (in spagnolo Hermanitas de la Anunciación; sigla H.A.) sono un istituto religioso femminile di diritto pontificio.

## Storia

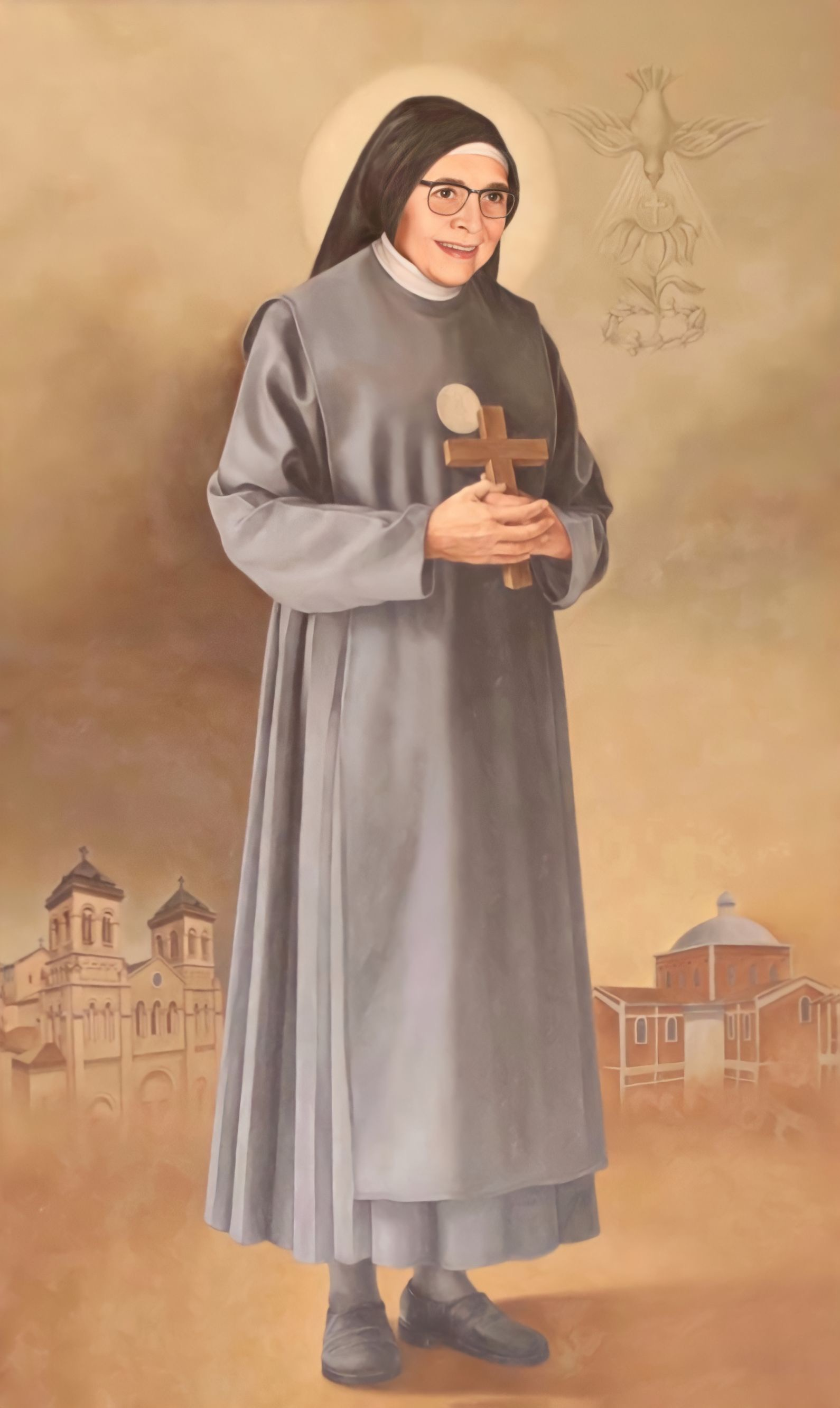
Maria Berenice Duque Heckner, fondatrice della congregazione

La congregazione fu fondata il 14 maggio 1943 a Medellín da Ana Julia Duque Heckner.
La fondatrice era religiosa professa della congregazione delle domenicane della Presentazione e nel 1938 ebbe l'intuizione di dare inizio a un nuovo istituto religioso: con il permesso delle superiora provinciale, riunì una comunità di giovani donne che iniziarono a fare apostolato visitando, due a due, le famiglie.
Nel 1943 la comunità fu eretta in opera pia e alle suore fu consentito di vestire un abito religioso distintivo e aprire un noviziato: presero il nome di Piccole Suore dell'Annunciazione.
L'istituto ricevette il pontificio decreto di lode il 25 marzo 1958.

## Attività e diffusione
Le suore si dedicano all'apostolato in scuole, nidi d'infanzia, laboratori e centri vocazionali, alla catechesi, alle missioni.
Oltre che in Colombia, sono presenti in Europa (Francia, Italia, Spagna), in Costa d'Avorio, nelle Filippine e in altri paesi delle Americhe (Cile, Ecuador, Messico, Nicaragua, Panama, Perù, Stati Uniti d'America, Uruguay, Venezuela); la sede generalizia è a Modelia, presso Bogotà.
Alla fine del 2015 l'istituto contava 524 religiose in 122 case.